# Тиллециевые
Тиллециевые (лат. Tilletiaceae) — семейство грибов, входящее в монотипный порядок Tilletiales класса Экзобазидиомицеты (Exobasidiomycetes).

## Таксономия
В семейство Tilletiaceae включены следующие роды:
- Conidiosporomyces Vánky, 1992
- Erratomyces M. Piepenbr. & R. Bauer, 1997
- Ingoldiomyces Vánky, 1996
- Neovossia Körn., 1879 — Неовоссия
- Oberwinkleria Vánky & R. Bauer, 1995
- Salmacisia D.R. Huff & A. Chandra, 2008
- Tilletia Tul. & C. Tul., 1847 — Тиллеция

## Описание
Как и все головнёвые грибы (Ustilaginomycotina), тиллециевые паразитируют на цветковых растениях. У представителей этого семейства септы на зрелых гифах имеют поры. Тиллециевые — единственные экзобазидиомицеты, у которых неизвестны анаморфы. За исключением некоторых видов рода Tilletia, споры тиллециевых образуются в завязях растений-хозяев.
Почти все тиллециевые паразитируют на злаковых растениях, однако виды рода Erratomyces произрастают на бобовых.